# Sadiria erecta
Sadiria erecta là một loài thực vật có hoa trong họ Anh thảo. Loài này được (C.B. Clarke) Mez miêu tả khoa học đầu tiên năm 1902.